# Леонардо Араужо
Леонардо Насименто де Араужо (порт. Leonardo Nascimento de Araújo; Нитерој, 5. септембар 1969) познатији као Леонардо је фудбалски тренер и бивши фудбалер. Последњи посао му је било место спортског директора француског Пари Сен Жермена које је морао да напусти у августу 2013. године после суспензије у трајању од 14 месеци коју му је изрекао француски фудбалског савез због гурања судије у мечу са Валенсијеном.
Током играчке каријере наступао је за Фламенго, Сао Пауло, Валенсију, Кашиму Антлерс, Пари Сен Жермен и Милан, док је као тренер водио велике градске ривале Милан и Интер, а кратко и турски Анталијаспор.

## Успеси

### Као играч
Фламенго
- Првенство Бразила (1) : 1987.
- Куп Гуанабара (2) : 1988, 1989.
- Куп Бразила (1) : 1990.

Сао Паоло
- Првенство Бразила (1) : 1991.
- Лига Паулиста (1) : 1991.
- Интерконтинентални куп (1) : 1993.
- Рекопа Судамерикана (2) : 1993, 1994.
- Суперкуп Судамерикана (1) : 1993.

Кашима антлерс
- Првенство Јапана (1) : 1996.

Париз Сен Жермен
- Куп победника купова : финале 1996/97.

Милан
- Првенство Италије (1) : 1998/99.
- Куп Италије (1) : 2002/03.

Бразил
- Првенство Јужне Америке У 20 (1) : 1988.
- Светско првенство (1) : 1994.
- Амерички куп (1) : 1997.
- Куп конфедерација (1) : 1997.

### Као тренер
Интер
- Куп Италије (1) : 2010/11.